# Azubuike Egwuekwe
Azubuike Egwuekwe est un footballeur nigérian né le 16 juillet 1989 à Lafia. Il évolue au poste de défenseur avec Supersport United. 
Il participe à la Coupe d'Afrique des nations 2013 avec l'équipe du Nigeria.

## Biographie
Début d'année 2016, il signe en faveur du club finlandais du Kuopion Palloseura.

## Carrière
- 2006 : Nasarawa United FC ( Nigeria)
- 2007-2008 : Yerima Strikers ( Nigeria)
- 2008-2015 : Warri Wolves ( Nigeria)
- depuis jan. 2016 : Kuopion Palloseura ( Finlande)[3]